# Desierto Pedregoso de Sturt

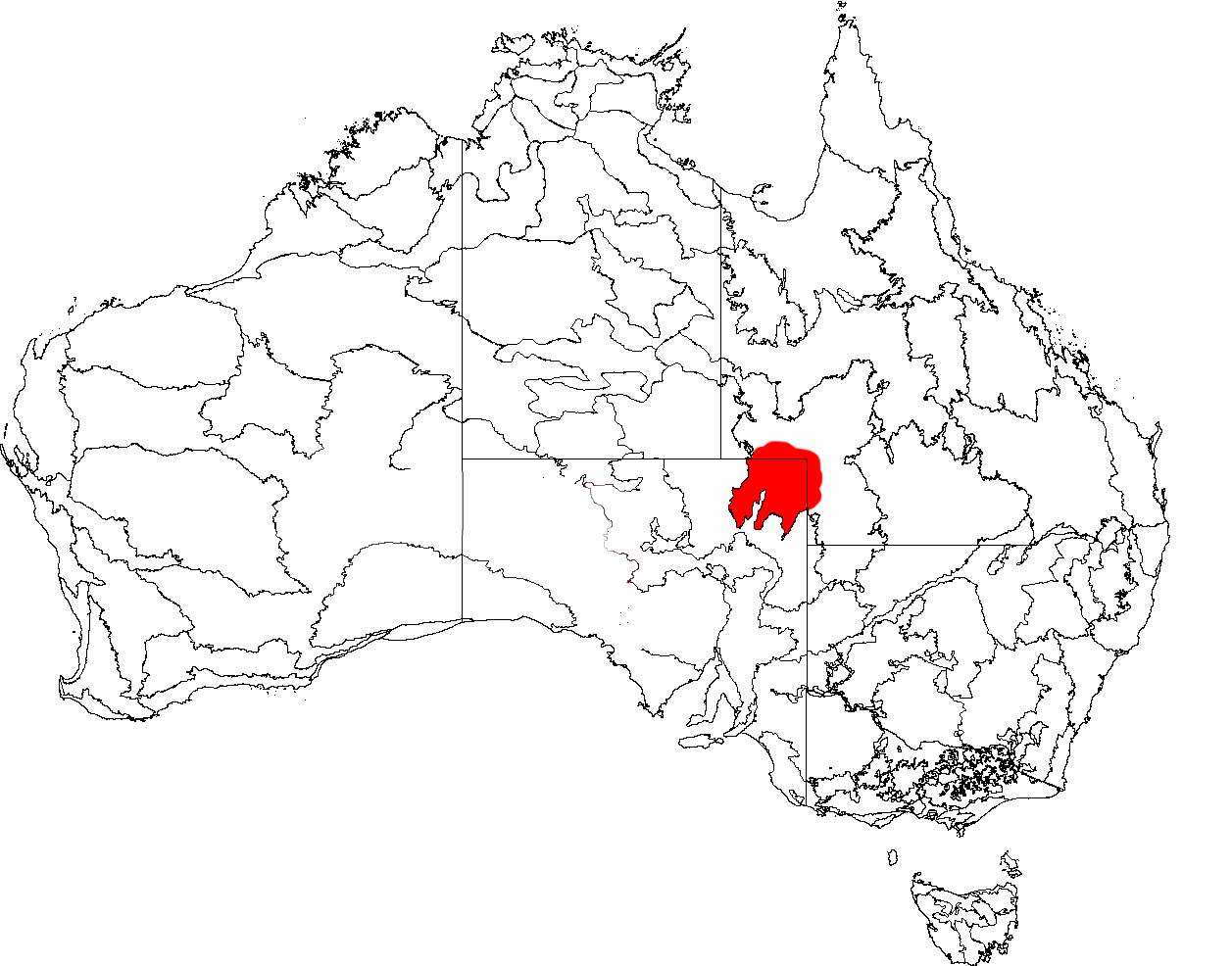
Desierto Pedregoso de Sturt

El desierto Pedregoso de Sturt es un área en el nordeste de Australia Meridional, llamado así por Charles Sturt en 1844, mientras trataba de llegar hasta el centro exacto de Australia. El terreno pedregoso que tuvo que atravesar fue el causante de la cojera que sufrieron sus caballos y del desgaste que sufrieron las pezuñas del ganado que llevó a la expedición, razón por la cual lo llamó así. 